# Akustični udar
Akustični udar je pojava koja nastaje interferencijom dvaju valova bliskih frekvencija i amplituda. Frekvencija rezultirajućeg vala jednaka je razlici frekvencija tih dvaju valova. Kako su te frekvencije bliske, to je frekvencija rezultirajućega vala veoma malena. Udari su česti kod interferencije zvuka, a očituju se kao modulirani duboki tonovi nastali slaganjem dvaju viših tonova (karakteristični modulirani šum kod prolaska više zrakoplova u daljini). Udari se iskorištavaju pri konstrukciji orgulja, gdje se duboki tonovi, umjesto vibracijom zraka unutar jedne cijevi (koja bi trebala biti vrlo duga), dobivaju na temelju vibracija bliskih viših frekvencija unutar dviju mnogo kraćih cijevi.

## Objašnjenje
Pojava se može objasniti ako se uzmu dvije potpuno jednake glazbene viljuške koje proizvode isti ton, a onda se navuče komadić gume na krakove jedne viljuške. Kad te viljuške titraju, postojat će mala razlika u frekvenciji između jedne i druge viljuške. Posljedica toga će biti da ćemo zbog interferencije valova čuti ton koji će periodički jačati i slabiti. To jačanje i slabljenje tona koji daju glazbeni instrumenti gotovo jednakih frekvencija zove se akustični udar. Pojava akustičnih udara objačnjava se ovom činjenicom: jer je vrijeme jednog komponentnog titraja nešto dulje, ono će za drugim sve više zaostajati. U trenutku kada se oba komponentna titranja podudaraju u fazi, amplituda rezultantnog titranja je najveća. Kada prvo titranje zaostane za drugim pola perioda, amplituda rezultantnog titranja bit će najmanja. Ton će dakle stalno jačati i slabiti. Na primjer ako su frekvencije titranja 200 i 203, u sekundi ćemo čuti 3 akustična udara. Općenito, ako je n frekvencija sporijeg instrumenta, a n’ frekvencija bržega, onda je broj akustičnih udara u sekundi:
{\displaystyle n'-n}